# Бой у Терни
Бой у Терни (ит. Battaglia di Terni) произошёл 27 ноября 1798 года в деревне Кампомиччоло, между Терни и Папиньо, между французскими войсками во главе с генералом Луи Лемуаном и войсками Неаполитанского королевства во главе с полковником Санфилиппо. 
Победа, одержанная англичанами в морском сражении при Абукире, воодушевила неаполитанского короля Фердинанда IV. Без объявления войны, без согласования своих действий с союзными армиями, неаполитанские войска под командованием австрийского генерала Карла Мака фон Лейбериха в ноябре 1798 года вторглись в Римскую республику пятью колоннами, чтобы вернуть её под власть папы. 7000 человек были посажены на суда эскадры Нельсона для десанта в Ливорно.
Французская Римская армия под командованием генерала Шампионне состояла из 25 000–26 000 бойцов в строю, из которых 8000 поляков, цизальпинцев и романцев. Она была разделена на три дивизии. Правая, численностью в 12000 человек, под командованием генерала Макдональда, занимала Террачину, Рим и Тиволи. Центральная, под командованием генерала Лемуана, занимала Терни. Левая, 8000 человек, под командованием генерала Каза-Бьянка, находилась между р. Тронто, Фолияьо и Анконой и примыкала к Адриатическому морю.
Неаполитанский полковник Санфилиппо с 4000 человек и восемью пушками двинулся из Акви и Чивита-Дукале на Терни, с целью вырвать город из-под контроля французов, рассчитывая на нехватку у последних снаряжения и ничтожную численность французского гарнизона.
У генерала Луи Лемуана было около 1500 человек, но к нему присоединилась полубригада генерала Симона Дюфресса, прибытие которой увеличило силы на поле боя за несколько часов до того, как неаполитанцы перешли в атаку на Терни из Папиньо.
Лемуан счёл, что укрываться в бесполезной обороне города без артиллерии невозможно, и решил атаковать неаполитанские войска во время марша. Он вышел из города и ударил по подходившим к Терни войскам противника. Эффект неожиданности был разрушительным, и после полуторачасового боя неаполитанская колонна была разбита и вынуждена в беспорядке бежать. Обоз с провизией и боеприпасами, шесть пушек и 400 пленных, включая самого Санфилиппо, достались французам. Остатки неаполитанцев в беспорядке отступили на Чивита-Дукале. 
29 ноября неаполитанцы заняли Рим, и Шампионне вывел оттуда свои войска, оставив 800–900 человек в замке Святого Ангела, и расположил свою главную квартиру в Терни, прикрываясь на правом фланге дивизией Макдональда, расположенной в Чивита-Кастеллана, и на левом фланге дивизией Лемуана, расположенной в Риети.